# Biblioteka Uniwersytecka we Wrocławiu
Biblioteka Uniwersytecka we Wrocławiu – główna biblioteka Uniwersytetu Wrocławskiego.

## Historia

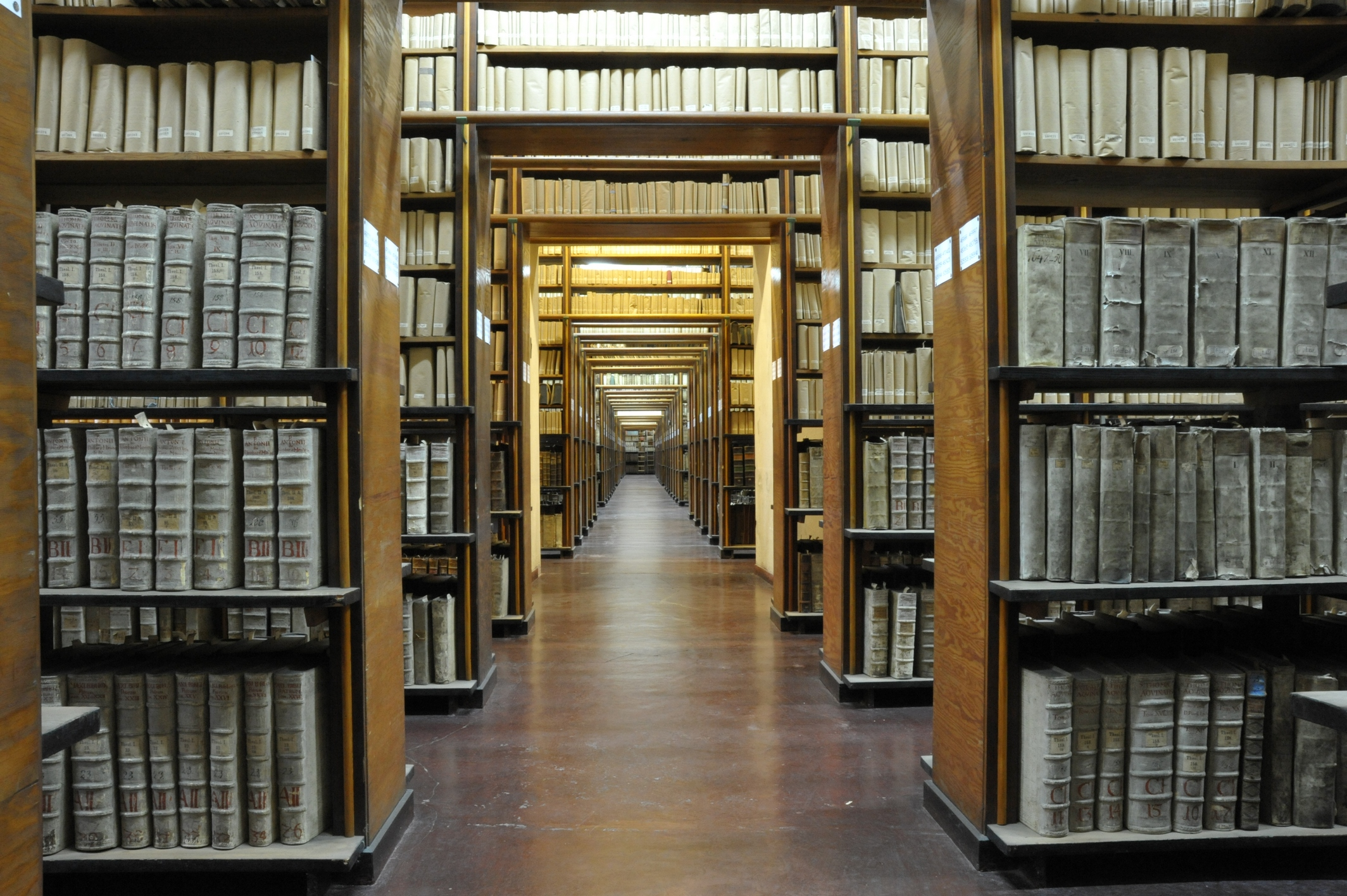
Biblioteka Uniwersytecka we Wrocławiu, założona w 1811 r., Zawiera unikatowe dokumenty, takie jak średniowieczne rękopisy i stare grafiki, w tym dzieła Marcina Lutra, Cervantesa i Szekspira, a także rzadkie mapy i teksty liturgiczne oraz największy zbiór Silesiaca na świecie

Biblioteka Uniwersytecka we Wrocławiu powstała w latach 1811–1815 przez połączenie zbiorów bibliotek wrocławskiego uniwersytetu jezuickiego Leopoldiny (założonego w 1702 roku przez cesarza Leopolda I Habsburga), Uniwersytetu Frankfurckiego Viadrina, zbiorów sekularyzowanych śląskich bibliotek klasztornych oraz starszych bibliotek gimnazjalnych. Pierwszą siedzibą biblioteki był poklasztorny budynek na Wyspie Piaskowej. W 1815 roku oficjalnie utworzono Królewską Bibliotekę Uniwersytecką we Wrocławiu, której pierwszym dyrektorem mianowano Johanna Gottloba Schneidera – filologa klasycznego, profesora Uniwersytetu Viadrina we Frankfurcie nad Odrą. Od 1824 roku Biblioteka miała prawo otrzymywać egzemplarz obowiązkowy. W 1886 roku Biblioteka otrzymała około 68000 woluminów z biblioteki Śląskiego Towarzystwa Kultury Ojczystej (Schlesische Gesellschaft für vaterländische Kultur). W 1919 roku Biblioteka Uniwersytecka została przemianowana na Staats- und Universitätsbibliothek. W 1933 roku Biblioteka Politechniki Wrocławskiej została połączona z Biblioteką Uniwersytecką. W czasie II wojny światowej ewakuowano najcenniejsze zbiory biblioteczne wywożąc je poza Wrocław. Pomimo licznych nalotów i bombardowań miasta w 1945 roku znaczna część zbiorów ocalała. Po zakończeniu działań wojennych Wrocław został przyznany Polsce; jeszcze w 1945 roku zespół pod kierunkiem dyrektora Antoniego Knota, w skład którego wchodziła m.in. Zofia Gostomska-Zarzycka, zaczął tworzyć nową Bibliotekę Uniwersytecką w budynku dawnej Biblioteki Miejskiej (ul. Karola Szajnochy), której zbiory zostały przekazane Uniwersytetowi Wrocławskiemu.

## Nowy gmach główny biblioteki
W 2003 roku rozpoczęto budowę nowej siedziby biblioteki przy ul. Fryderyka Joliot-Curie 12. Projekt nowego gmachu był dziełem zespołu autorskiego z Warszawy, w którego skład wchodzili architekci: Jacek Rzyski (główny projektant), Jerzy Ruszkowski i Jacek Kopczewski. Zakończenie budowy i wydanie pozwolenia na użytkowanie nastąpiło 15 grudnia 2011, zaś oficjalne otwarcie w styczniu 2012 r. Wyposażenie wnętrza i przeniesienie zbiorów biblioteki uniwersyteckiej dokonuje się etapami. W 2013 r. przeniesiono wszystkie oddziały wewnętrzne wraz z serwerownią oraz magazynem gazet. W 2014 przewieziono ok. 225.100 woluminów, oraz księgozbiór kolekcji śląsko-łużyckiej. Otwarto też Czytelnię Czasopism Bieżących (i Archiwalnych) i Czytelnię Śląską.
Uniwersytet jednocześnie usiłował w 2013, 2016 i 2018 r. sprzedać dawne budynki biblioteczne przy ul. Szajnochy. W 2019 r. Uniwersytet sprzedał klasycystyczny pałac przy ul. Szajnochy 10, będący częścią tego kompleksu.

## Struktura
Do roku 2013 biblioteka mieściła się w trzech budynkach:
- zbiory ogólne i podstawowe agendy udostępniania – w budynku przy ul. Karola Szajnochy 7/9 (dawna Biblioteka Miejska, druga główna siedziba biblioteki),
- zbiory specjalne i ich czytelnie – w budynku przy ul. św. Jadwigi 3/4 (dawny klasztor augustianów na Piasku, pierwsza główna siedziba biblioteki),
- oddziały opracowania zbiorów, sekcja komputerowa z serwerownią, dyrekcja i administracja oraz, dostępne dla szerokiej publiczności sale wystawowe – w budynku przy ul. Karola Szajnochy 10 (Pałac Wallenberg-Pachalych).

Jako jedna z 17 w kraju otrzymuje egzemplarz obowiązkowy.

## Siedziby Biblioteki Uniwersyteckiej we Wrocławiu

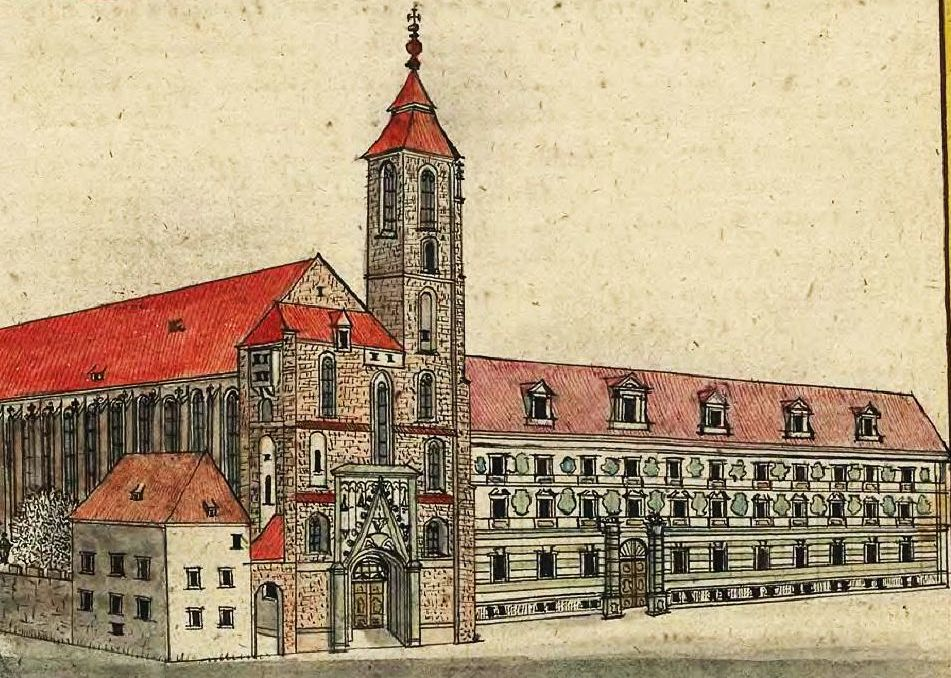
Pierwsza siedziba - budynek poklasztorny kanoników laterańskich na Piasku (obecnie Kościół Najświętszej Marii Panny na Piasku)
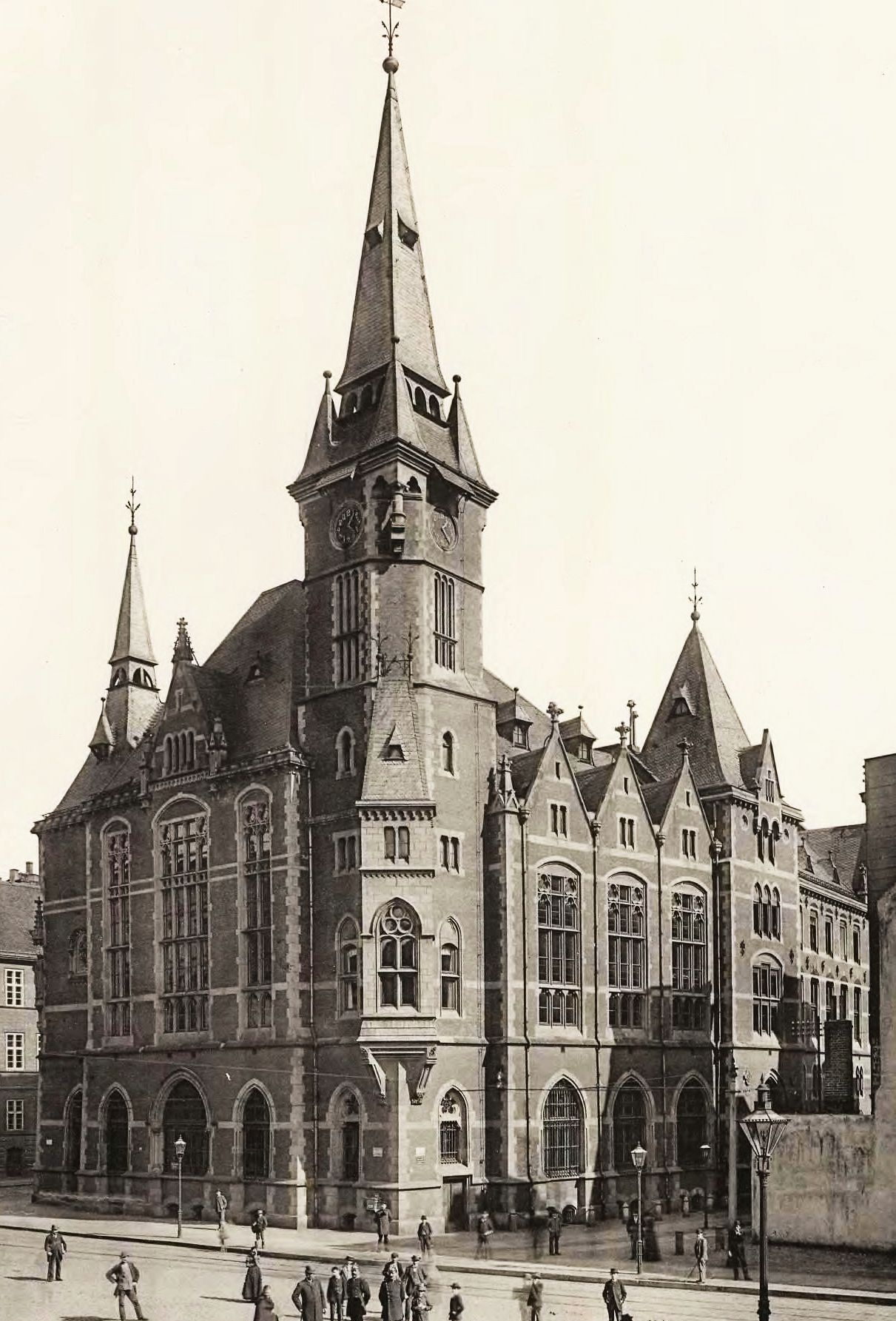
Neogotycki budynek przy ul. K. Szajnochy 7/9, dzieło Richarda Plüddemanna z lat 1887–1891, do 1945 był siedzibą Biblioteki Miejskiej
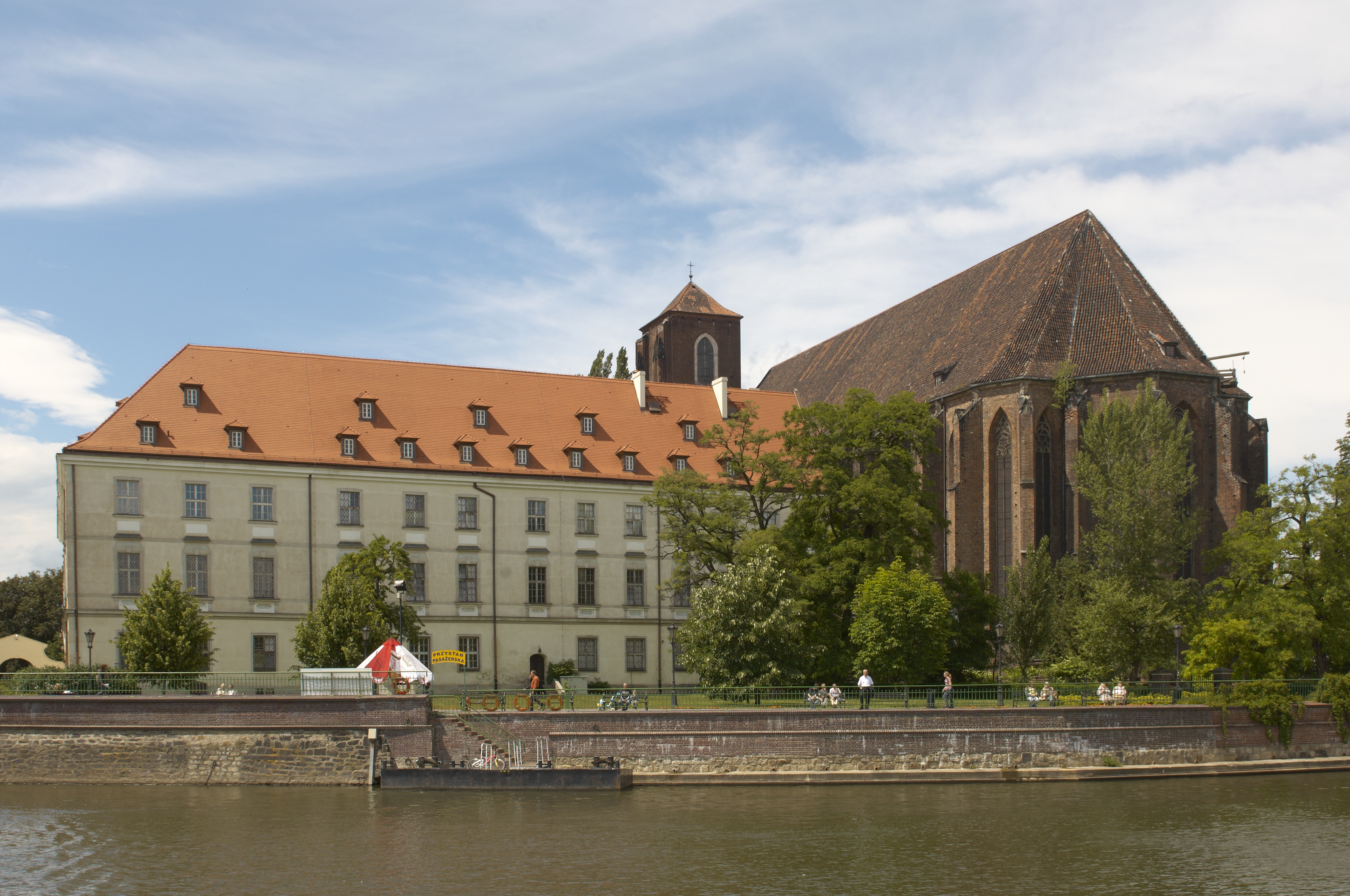
Dawna siedziba zbiorów specjalnych na Piasku
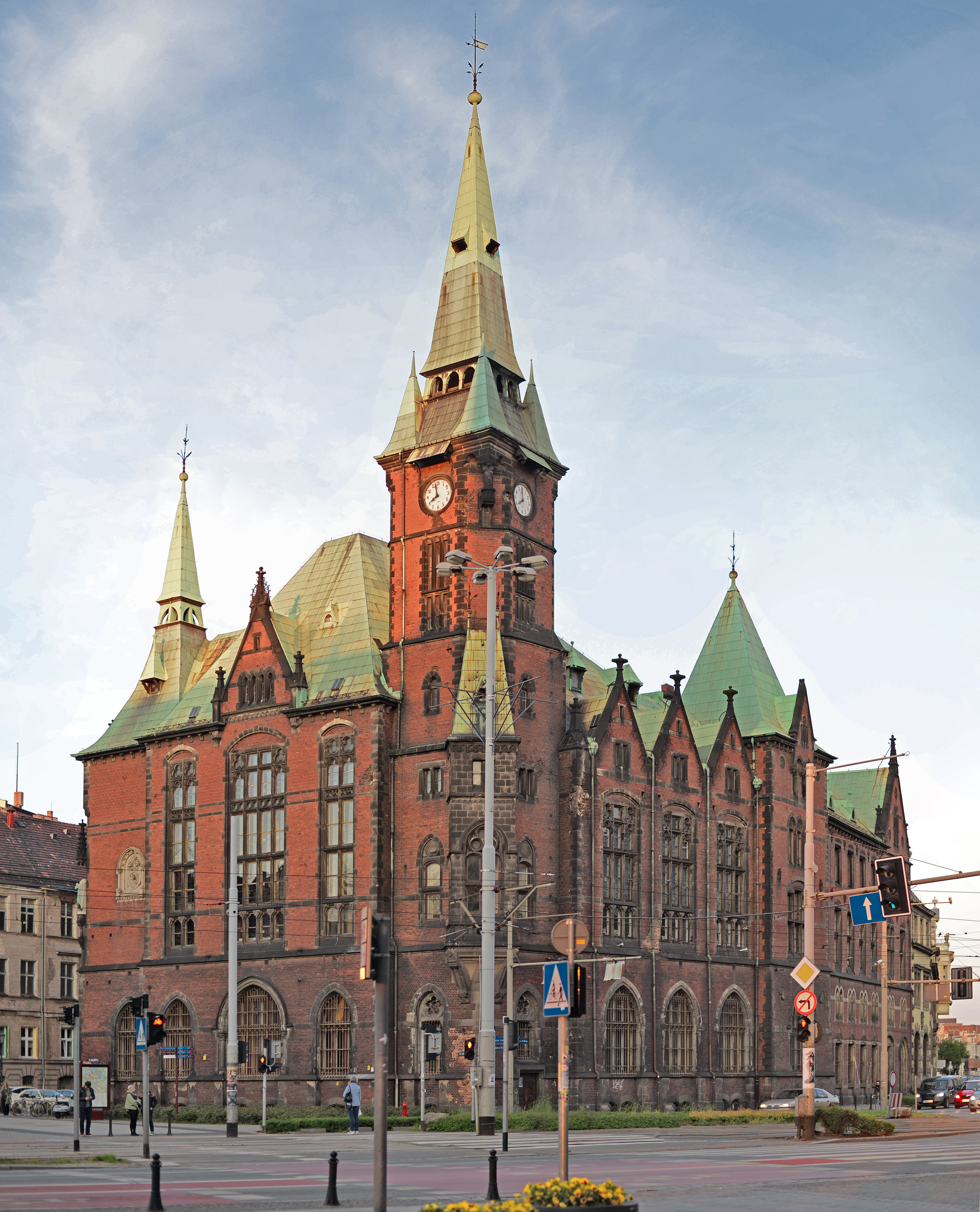
Dawny budynek główny biblioteki przy ul. Szajnochy
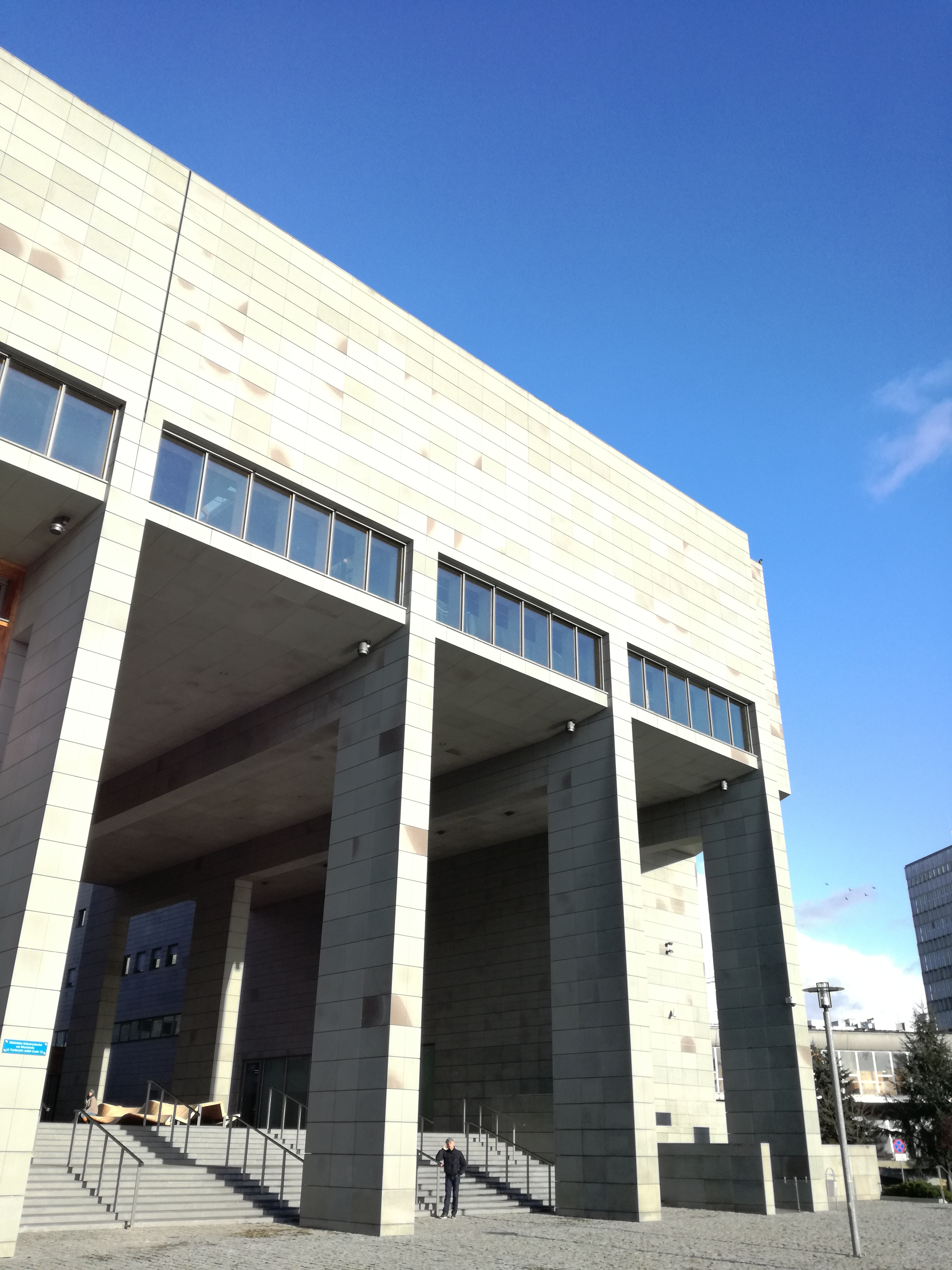
Wejście do obecnego budynku Biblioteki Uniwersyteckiej od strony Odry